# Metalimnobia megastigma
Metalimnobia megastigma är en tvåvingeart som först beskrevs av Alexander 1922.  Metalimnobia megastigma ingår i släktet Metalimnobia och familjen småharkrankar. Inga underarter finns listade i Catalogue of Life. Arten är känd från Sumatra. 